# Milhazes
Milhazes é uma povoação portuguesa do Município de Barcelos que foi sede da extinta Freguesia de Milhazes, freguesia que tinha 3,63 km² de área e 912 habitantes (2011), e, por isso, uma densidade populacional de 251,2 hab./km².
A Freguesia de Milhazes foi extinta em 2013, no âmbito de uma reforma administrativa nacional, tendo sido agregada às freguesias de Vilar de Figos e Faria, para formar uma nova freguesia denominada União das Freguesias de Milhazes, Vilar de Figos e Faria da qual é sede.
É a terra natal de João Garcia de Guilhade, trovador do século XIII. Situa-se junto ao Monte de Nossa Senhora da Franqueira.

## População
| População da freguesia de Milhazes (1864 – 2011) | População da freguesia de Milhazes (1864 – 2011) | População da freguesia de Milhazes (1864 – 2011) | População da freguesia de Milhazes (1864 – 2011) | População da freguesia de Milhazes (1864 – 2011) | População da freguesia de Milhazes (1864 – 2011) | População da freguesia de Milhazes (1864 – 2011) | População da freguesia de Milhazes (1864 – 2011) | População da freguesia de Milhazes (1864 – 2011) | População da freguesia de Milhazes (1864 – 2011) | População da freguesia de Milhazes (1864 – 2011) | População da freguesia de Milhazes (1864 – 2011) | População da freguesia de Milhazes (1864 – 2011) | População da freguesia de Milhazes (1864 – 2011) | População da freguesia de Milhazes (1864 – 2011) |
| ------------------------------------------------ | ------------------------------------------------ | ------------------------------------------------ | ------------------------------------------------ | ------------------------------------------------ | ------------------------------------------------ | ------------------------------------------------ | ------------------------------------------------ | ------------------------------------------------ | ------------------------------------------------ | ------------------------------------------------ | ------------------------------------------------ | ------------------------------------------------ | ------------------------------------------------ | ------------------------------------------------ |
| 1864                                             | 1878                                             | 1890                                             | 1900                                             | 1911                                             | 1920                                             | 1930                                             | 1940                                             | 1950                                             | 1960                                             | 1970                                             | 1981                                             | 1991                                             | 2001                                             | 2011                                             |
| 498                                              | 497                                              | 629                                              | 600                                              | 626                                              | 675                                              | 667                                              | 738                                              | 915                                              | 914                                              | 882                                              | 979                                              | 1 051                                            | 984                                              | 912                                              |